# Gare de Zornhoff-Monswiller
La gare de Zornhoff-Monswiller est une ancienne halte ferroviaire française de la ligne de Noisy-le-Sec à Strasbourg-Ville, située à Zornhoff, sur le territoire la commune de Monswiller, dans le département du Bas-Rhin, en région Grand Est.
Elle est fermée à tout trafic en décembre 2011, et est partiellement détruite.

## Situation ferroviaire
Établie à 180 mètres d'altitude, la halte est située au point kilométrique 459,830 de la ligne de Noisy-le-Sec à Strasbourg-Ville (dite ligne Paris – Strasbourg), entre les gares ouvertes de Saverne et de Steinbourg.
Elle est un point de transition de la vitesse limite, celle-ci remontant de 130 à 140 km/h en sens impair (en direction de Strasbourg).

## Histoire
Le 29 mai 1851, la section entre Sarrebourg et Strasbourg de la future ligne Paris – Strasbourg est mise en service par la Compagnie du chemin de fer de Paris à Strasbourg. Cependant, la gare n'est pas ouverte concomitamment, sa construction n'ayant d'ailleurs pas encore été réalisée.
En 1962, la gare dispose d'un bâtiment voyageurs, ainsi que de deux voies de service.
Jusqu'au 10 décembre 2011 (soit la veille de la mise en place du service annuel 2012), cette halte était desservie par des trains régionaux omnibus TER Alsace de la relation Strasbourg – Saverne – Sarrebourg ; sa fermeture est due à « une fréquentation trop faible ». La gare ouverte la plus proche est celle de Saverne, située à moins de deux kilomètres en direction du sud-ouest.
L'un des deux quais de l'ancienne halte est démoli en 2016 ; celui dans le sens Strasbourg → Saverne existe toujours en 2023.